# Synagoge Olmütz

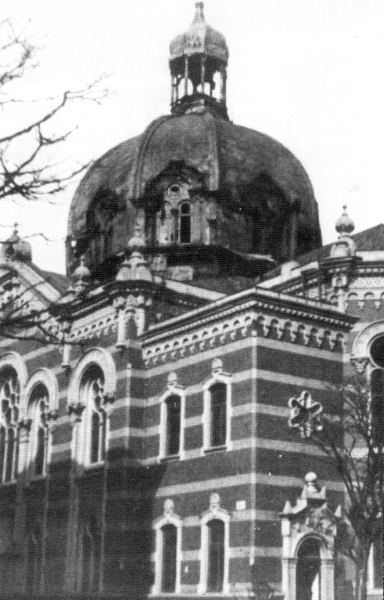
Fotografie aus dem Jahr 1938

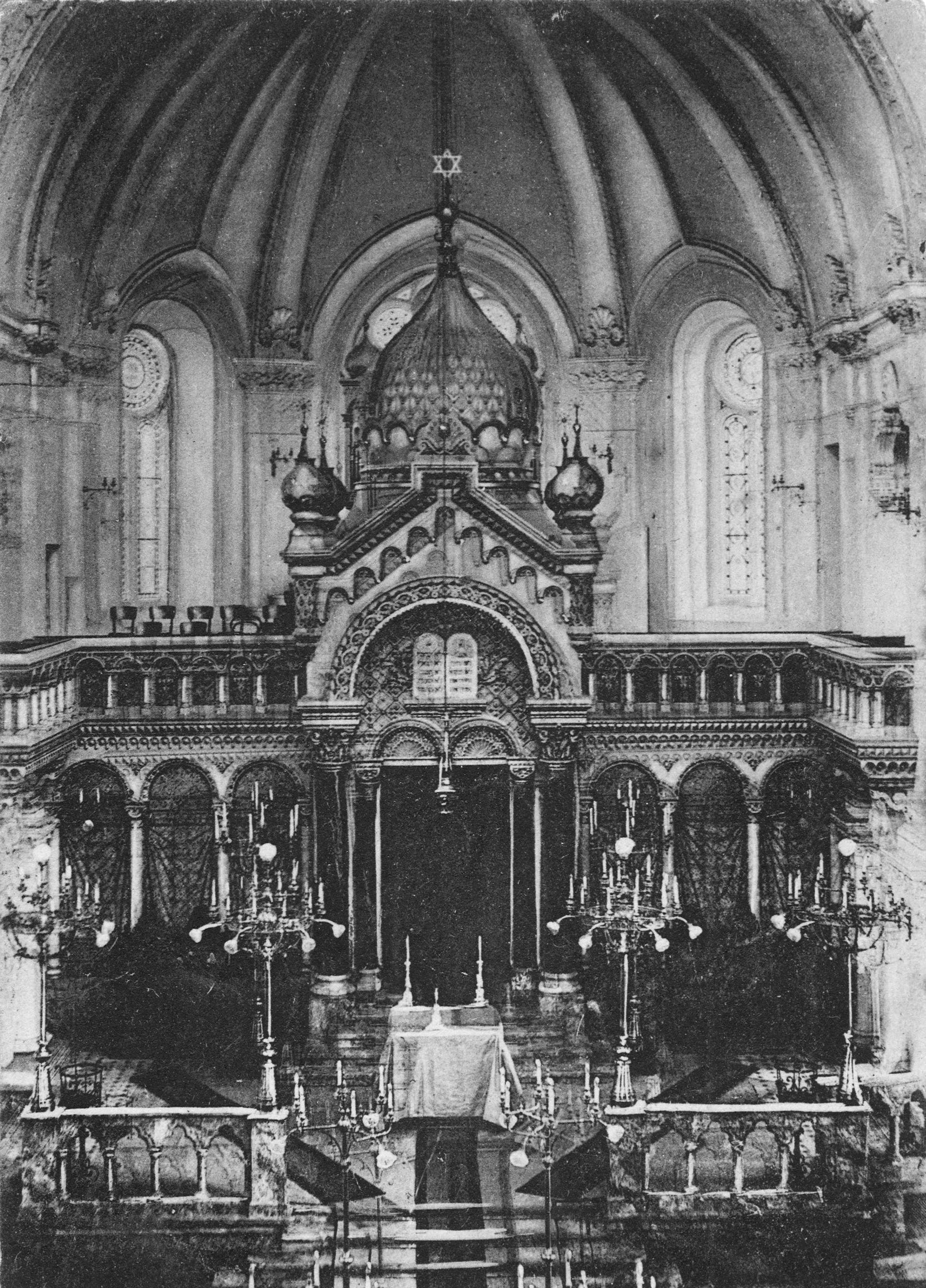
Innenansicht

Die Synagoge von Olmütz, (tschechisch: Synagoga v Olomouci; deutsch auch Israelitischer Tempel) befand sich am damaligen Maria-Theresia-Platz in der mährischen Stadt Olmütz. Sie wurde in den Jahren 1895 bis 1897 vom österreichischen Architekten Jakob Gartner errichtet. Im März 1939 wurde sie während des Angriffs der deutschen Wehrmacht zerstört.

## Geschichte

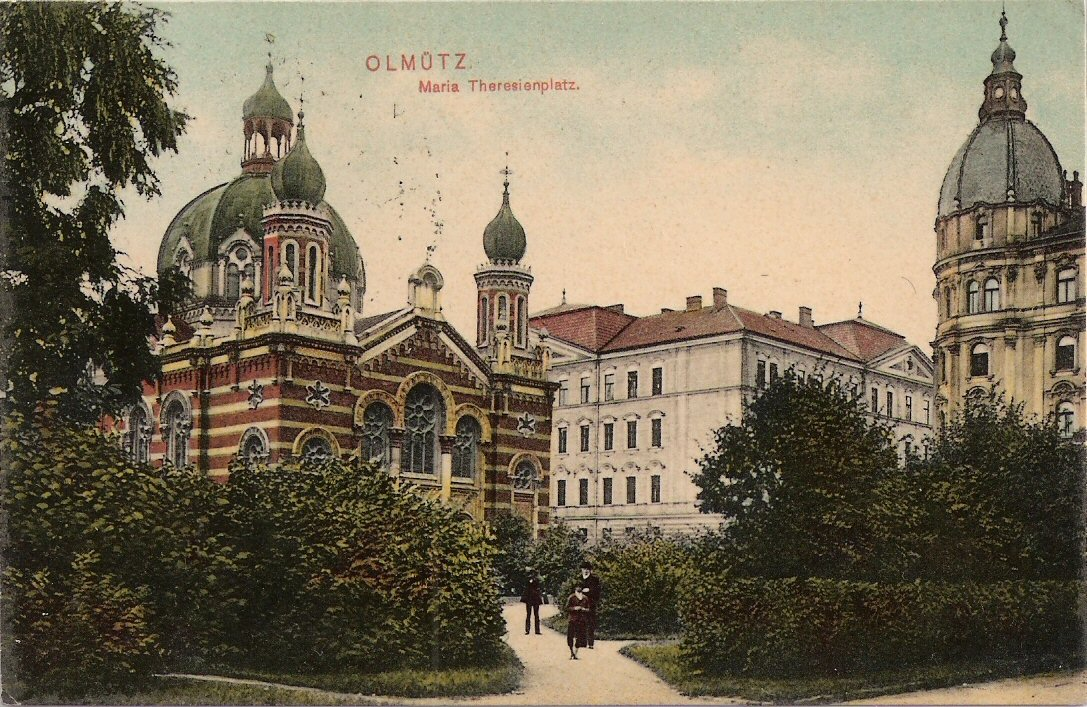
Die Olmützer Synagoge auf einer Postkarte (Anfang des 20. Jahrhunderts)

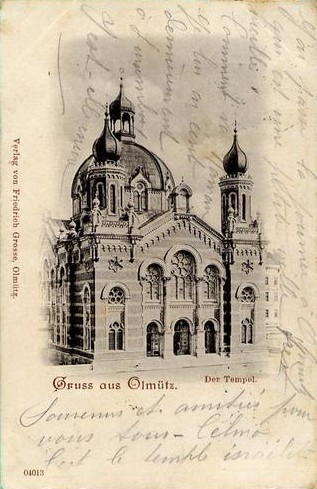
Deutschsprachige Postkarte von 1899 (hier bezeichnet als „Tempel“)

In den späten 1850er Jahren wurde der Olmützer jüdische „Izraelitische Cultusverein“ gegründet. Die Verrichtung regelmäßiger Gottesdienste in gemieteten Hallen im Jahr 1859 war den Bemühungen von Hermann Zweig und dem jüdischen Gelehrten und Physiker Adolf Brecher zu verdanken. Die Gottesdienste wurden von den Behörden 1860 offiziell genehmigt. Im Jahr 1892 wurde der „Cultusverein“ als die Jüdische Gemeinde Olmütz etabliert. Zu diesem Zeitpunkt kam der Gedanke zum Bau einer Synagoge auf. 1894 erwarb die Gemeinde ein Grundstück am Theresientor. Die neue Synagoge wurde von Jakob Gartner (1861–1921) entworfen, von der Baufirma Aulegk & Zapletal errichtet und am 11. April 1897 durch Rabbi Berthold Oppenheim, dem ersten Rabbiner der Gemeinde, eingeweiht. Angrenzend an die Synagoge wurde ein zweistöckiges Haus mit Wohnungen und Büros für verwaltende Aufgaben errichtet. Im Jahr 1904 hatte die Stadt Olmütz 21.933 Einwohner, 1.676 davon waren jüdisch.
Nach dem Einmarsch der Wehrmacht wurde in der Nacht vom 15. zum 16. März 1939 die Synagoge unter anderem von örtlichen fanatisierten Faschisten überfallen und angezündet. Sie hinderten die Städtische Feuerwehr am Löschen, so dass die Synagoge niederbrannte. Was vom Gebäude an Ornamenten und Einrichtung übrig blieb, wurde geplündert. Die Trümmer wurden im Winter 1939/40 geräumt und bis 1941 wurde das Areal in einen grasbedeckten Park umgewandelt. Im Jahr 1955 wurde dort ein Denkmal von Lenin und Stalin aufgestellt, das 1990 wieder entfernt wurde. Heute befindet sich an der Stelle ein Parkplatz; an einem benachbarten Gebäude der Palacký-Universität wurde eine Gedenktafel angebracht.

## Virtuelle Rekonstruktion
Im Rahmen seiner Diplomarbeit an der TU Wien stellte Robert Kazimierz Wieczorek im Jahr 2011 eine virtuelle Rekonstruktion der Synagoge her.